# Torneo di Wimbledon 2023 - Doppio maschile in carrozzina
Gustavo Fernández e Shingo Kunieda erano i campioni in carica, ma il giapponese non ha preso parte al torneo a causa del ritiro dall'attività agonistica mentre l'argentino ha fatto coppia con Martin De La Puente, perdendo in semifinale contro Alfie Hewett e Gordon Reid. La coppia britannica ha poi trionfato in finale battendo i giapponesi Tokito Oda e Takuya Miki.

## Teste di serie
1. Alfie Hewett /  Gordon Reid (Campioni)

1. Joachim Gérard /  Ruben Spaargaren (semifinale)

## Tabellone

### Legenda
| - Q = Qualificato - WC = Wild card - LL = Lucky loser | - ALT = Alternate - SE = Special Exempt - PR = Protected Ranking | - w/o = Walkover - r = Ritirato - d = Squalificato |

|  | Semifinale | Semifinale                            | Semifinale                            | Semifinale | Semifinale |  |  | Finale | Finale                   | Finale | Finale | Finale |  |
|  |            |                                       |                                       |            |            |  |  |        |                          |        |        |        |  |
|  | 1          | Alfie Hewett Gordon Reid              | Alfie Hewett Gordon Reid              | 7          | 6          |  |  |        |                          |        |        |        |  |
|  |            | Martin De La Puente Gustavo Fernández | Martin De La Puente Gustavo Fernández | 5          | 3          |  |  | 1      | Alfie Hewett Gordon Reid | 3      | 6      | 6      |  |
|  |            | Takuya Miki Tokito Oda                | Takuya Miki Tokito Oda                | 6          | 6          |  |  |        | Takuya Miki Tokito Oda   | 6      | 0      | 3      |  |
|  | 2          | Joachim Gérard Ruben Spaargaren       | Joachim Gérard Ruben Spaargaren       | 3          | 4          |  |  |        |                          |        |        |        |  |